# Aleš Opata
Aleš Opata (* 9. září 1964 Hranice) je český voják, v letech 2018 až 2022 náčelník Generálního štábu Armády České republiky. V letech 2017 až 2018 byl zástupcem náčelníka Generálního štábu. Od října 2023 působí jako velvyslanec ČR v Litvě.

## Život
V letech 1983 až 1987 vystudoval obor teorie řízení a použití bojových jednotek na Vysoké vojenské škole pozemního vojska ve Vyškově. Vzdělání si dále doplnil v letech 1998 až 1999 na Vysoké škole velení a štábu námořní pěchoty ve Virginii v USA a v roce 2004 na Královské akademii obranných studií v Londýně ve Spojeném království.
Mezi roky 1987 a 1990 působil u 4. tankové divize v Jihlavě, kde byl velitelem tankové čety až velitelem tankového praporu v rámci jednotek tankového pluku. V letech 1990 až 1992 byl velitelem praporu skupiny pro přípravu záloh 13. skladu tankového materiálu. Mezi roky 1994 a 1997 zastával pozice u 4. brigády rychlého nasazení v Havlíčkově Brodě, kde postupně vykonával funkce důstojníka skupiny výcviku mechanizovaného vojska, důstojníka skupiny padákové a výsadkové přípravy a důstojníka výsadkové přípravy.
V roce 1998 se stal zástupcem velitele 43. výsadkového mechanizovaného praporu v Chrudimi, kterému pak v letech 1999 až 2003 velel. Mezi roky 2004 a 2008 byl velitelem 4. brigády rychlého nasazení v Žatci. V roce 2008 se stal zástupcem ředitele sekce – ředitel operačního odboru Sekce rozvoje druhů sil Ministerstva obrany.
V letech 2009 až 2010 působil jako ředitel Sekce rozvoje druhů sil – Operační sekce Ministerstva obrany a v letech 2010 až 2014 jako zástupce náčelníka Generálního štábu – ředitel Společného operačního centra Ministerstva obrany. Mezi roky 2014 a 2017 působil jako národní vojenský představitel ČR na strategickém velitelství NATO SHAPE v Monsu v Belgii.

### Působení na Generálním štábu Armády ČR
Na začátku srpna 2017 byl jmenován zástupcem náčelníka Generálního štábu Armády České republiky.
Dne 1. března 2018 oznámila ministryně obrany ČR v demisi Karla Šlechtová, že navrhne Vládě ČR, aby jej s platností k 1. květnu 2018 jmenovala novým náčelníkem Generálního štábu Armády České republiky. O týden později jej Vláda ČR do této funkce schválila.  Návrh na jmenování ve druhé polovině března podepsal prezident Miloš Zeman a kontrasignoval premiér v demisi Andrej Babiš. Prezident republiky jej pak dne 25. dubna 2018 na Pražském hradě také do funkce jmenoval, a to s účinností od 1. května 2018. Aleš Opata tak ve funkci nahradil Josefa Bečváře.
Dne 15. června 2022 jmenoval prezident ČR Miloš Zeman na Pražském hradě Karla Řehku jako jeho nástupce ve funkci náčelníka Generálního štábu Armády České republiky. Aleše Opatu pak odvolal ke konci června 2022.

### Velvyslanec
V říjnu 2023 se stal velvyslancem ČR v Litvě.

### Vojenské hodnosti
- 28. 10. 2008 – jmenován do hodnosti brigádního generála
- 28. 10. 2011 – jmenován do hodnosti generálmajora
- 28. 10. 2017 – jmenován do hodnosti generálporučíka
- 28. 10. 2018 – jmenován do hodnosti armádního generála

### Vyznamenání
Francie
- rytíř Řádu čestné legie[10]
- Kříž za vojenskou chrabrost s bronzovou hvězdou[11]

Polsko
- zlatá Medaile Polské armády[12]

Organizace spojených národů
- Medaile OSN UNPROFOR

Severoatlantická aliance
- Medaile NATO Non-Article 5
- Medaile NATO pro bývalou Jugoslávii
- Medaile NATO pro Kosovo

Česko
- Kříž obrany státu ministra obrany České republiky
- Záslužný kříž III., II. a I. stupně
- Medaile ministra obrany za službu v zahraničí I. stupně
- Medaile ministra obrany za službu v zahraničí – operace KFOR I. stupně
- Medaile ministra obrany za službu v zahraničí – operace ISAF I. stupně
- Medaile Za službu v ozbrojených silách České republiky III., II. a I. stupně
- Čestný pamětní odznak Za službu míru[13]
- Čestný odznak Přemysla Otakara II., krále železného a zlatého
- Čestný pamětní odznak za službu v misi IFOR
- Čestný pamětní odznak za službu v misi SFOR
- Čestný pamětní odznak 50 let NATO
- Pamětní odznak NATO 1999-2004